# Kentaur-asteroider
Kentauerne er en gruppe af is-planetoider opkaldt efter den mytologiske race kentauer. De kredser om Solen i en bane mellem Jupiter og Neptun, og krydser gasgiganternes baner. Den første Kentaur, som blev opdaget var 2060 Chiron i 1977.
Der er endnu ikke blevet taget billeder af en kentaur tæt på af en rumsonde, men noget tyder på at Saturns måne, Phoebe, er en indfanget Kentaur. Rumsonden Cassini-Huygens passerede Phoebe i 2004. Derudover har Hubble teleskopet taget billeder af 8405 Asbolus.
Hos to kentauere, Chiron og 60558 Echeclus er der blevet observeret en kometkoma, og er derfor blevet klassificeret som både asteroider og kometer. Det er muligt at flere kentauere er kometer.

## Karakteristika
Da kentauerne ofte krydser gasgiganternes baner er deres baner meget ustabile, og de er måske oprindeligt kuiperbælteobjekter, der er blevet flyttet til en bane nærmere Solen. Deres kaotiske baner betyder et de kan blive til aktive kometer.
Deres relativt lille størrelse og afstand fra Jorden gør det svært at foretage præcise observationer af overfladen og bestemme deres sammensætning, men farven og spektralanalyser kan give en idé om deres oprindelse.
Kentauerne fremviser en så høj variation af farver, at en simpel model for deres overflades sammensætning må afvises. Men de kan tilsyneladende inddeles i to grupper:
- Meget rød, exp: 5145 Pholus
- Blå (grøn-blå), exp: 2060 Chiron

Forskellene i farve formodes at være et resultat af forskelle i oprindelse.

## Eksterne link
- List of Centaurs and Scattered-Disk Objects
- Centaurs from The Encyclo-pedia of Astrobiology Astronomy and Spaceflight